# Эвриала (растение)
Эвриа́ла устраша́ющая (лат. Euryale ferox) — однолетнее пресноводное растение с плавающими листьями. Единственный вид монотипного рода Эвриала семейства Кувшинковые. Распространена в Азии, в том числе на российском Дальнем Востоке. В России является охраняемым видом.

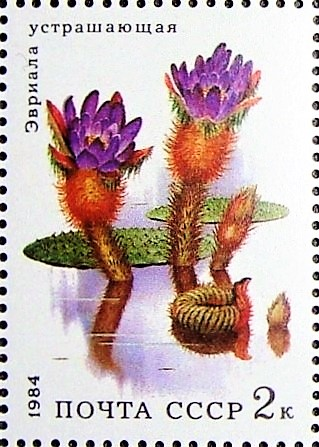
Эвриала устрашающая. Марка СССР. 1984 г.

## Этимология названия
Вид описан английским ботаником Ричардом Энтони Солсбери в 1806 году. Родовое название Euryale связано с греческой мифологией. Эвриала — одна из трёх Горгон. Их кожа была покрыта шипами, а вместо волос вились змеи.

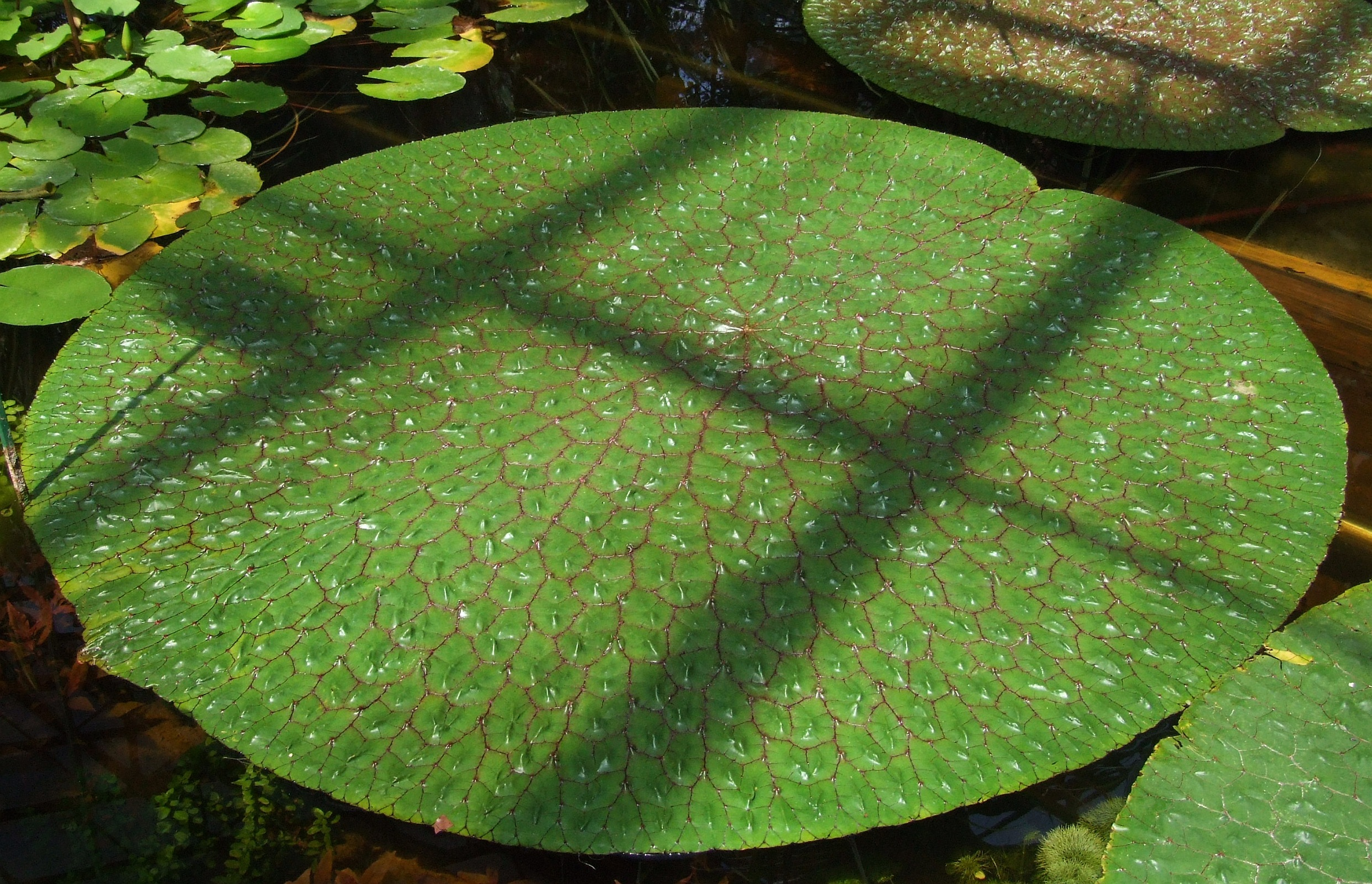
Листья эвриалы

## Распространение
Эвриала устрашающая распространена в Азии, в таких странах, как Китай (в том числе Тайвань), Япония, Индия, Южная Корея, Бангладеш, Мьянма. В российском Приморье находится на северо-восточной границе ареала и является реликтом третичной флоры. В России в озёрах вдоль рек Уссури, Бикин и Илистая, на юге Хабаровского края и на востоке Приморского края. Растёт в водоёмах со стоячей водой.

## Ботаническое описание
Эвриала — однолетник или коротко живущий многолетник. После прорастания семени развиваются подводные листья стреловидной или эллиптической формы, 4—10 см длиной, с сердцевидным основанием, не колючие. Листья взрослого растения плавающие, округлые, до 1,3 м в диаметре. Острые шипы расположены по жилкам и между ними. Листовой черешок прикреплён почти в центре листовой пластинки. Нижняя сторона листа окрашена в пурпурный цвет, слегка опушённая, верхняя — зелёная, голая, с сильно выступающими жилками. На нижней стороне плавающих листьев по главным жилкам также расположены шипы.
Цветок до 5 см в диаметре, на крепкой, сильно шиповатой цветоножке. Чашелистики треугольно-яйцевидные, 1—1,5 (до 3) см длиной, с внешней стороны густо покрыты шипами. Лепестки с внешней стороны внешней пурпурно-фиолетового цвета, на внутренней выцветают до белого, продолговато-ланцетные до 2,5 см длиной. Завязь с 7—16 гнездами. Плоды тёмно-фиолетовые, округлые, 5—10 см в диаметре, губчатые, плотно колючие. Семена чёрные, от 8 до многих, шаровидные, 6—10 мм в диаметре; семенная кожура толстая, жесткая.
В отличие от прочих представителей семейства, у эвриалы трёхъядерные пыльцевые зёрна. Цветёт во второй половине лета, опыляется насекомыми, но в ряде популяций преобладает самоопыление. Семена созревают в сентябре-октябре.

## Охранный статус
В России вид охраняется в местах естественного произрастания как реликт и как вид находящийся на границе ареала. Включён в Красные книги Приморского и Хабаровского краёв. В Красной книге России 1 категория, находится под угрозой исчезновения.

### Лимитирующие факторы
Осушение водоёмов, использование вод для нужд производства и промышленное загрязнение.

## Использование

### Как пищевое растение

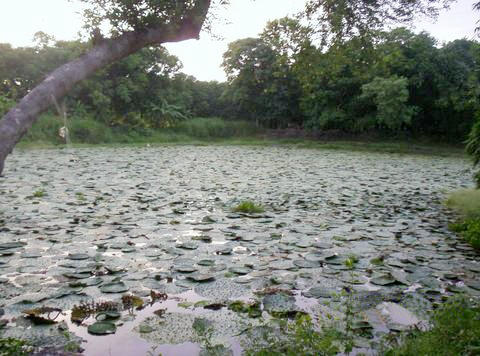
Выращивание эвриалы в прудах. Северная Индия

Семена эвриалы содержат крахмал, они съедобны как в сыром виде, так и термически обработанные. В Индии семена эвриалы запекают или жарят, при этом они лопаются подобно попкорну. В Китае с ними готовят супы.
Для получения семян эвриалу разводят в Индии, Китае, Японии. Семена собирают в конце лета или в начале осени. В Китае это растение выращивают уже более 3000 лет. В Индии, в провинции Бихар в начале 1990-х эвриала выращивалась более чем на 96 тысячах гектаров.
Большое количество археологических находок из района реки Янцзы свидетельствуют, что в неолите люди собирали семена эвриалы как источник пищи.

### Как лекарственное растение
В китайской  медицине семена эвриалы использовали для повышения потенции и для замедления старения.